# Manuel Maria Múrias
Manuel Maria Baptista Múrias (Lisboa, 1 de Agosto de 1928 — Cascais, Cascais e Estoril, 10 de Outubro de 2000), que assinava Manuel Maria Múrias, foi um jornalista, escritor e político, ligado à facção nacionalista e conservadora portuguesa, que manteve uma presença activa no jornalismo político, dirigindo, entre outros periódicos, o jornal A Rua.

## Biografia
Filho do intelectual e político nacionalista Manuel Múrias, um dos mais destacados publicistas do período da Ditadura Nacional e dos anos iniciais do Estado Novo, iniciou a sua actividade profissional como colaborador do periódico O Mosquito, um jornal juvenil da década de 1940, e da revista cinematográfica Filmagem. Interessado por cinema, colaborou na Página dos Novos do semanário Animatógrafo, então dirigido por António Lopes Ribeiro.
Nos finais da década de 1940 iniciou funções como crítico de cinema substituto do Diário da Manhã, mantendo grande interesse pelo cinema, o que o levou a trabalhar como assistente de realizadores como António Lopes Ribeiro, Leitão de Barros e Fernando Garcia. Sob a direção de Perdigão Queiroga colaborou na escrita dos diálogos do filme As Pupilas do Senhor Reitor, obra que teve grande sucesso.
Na década de 1950 dedicou-se à produção de documentários de propaganda oficial, dirigindo e montando várias curtas metragens para a Junta de Acção Social do então Ministério das Corporações e Previdência Social filmes sobre prevenção de acidentes de trabalho e temas similares.
Consolidando a sua posição de crítico de cinema no Diário da Manhã, de que seu pai fora director, dedicou-se à escrita, publicando artigos sobre cinema e uma monografia intitulada História Breve do Cinema (1961).
Em 1963 foi convidado para director do Telejornal e foi nomeado director de informação da RTP. Manteve-se no cargo até 1968, quando a nomeação de Marcelo Caetano para Presidente do Conselho forçou a sua demissão, criando um ódio pessoal que se manteria por muitos anos.
Após o restabelecimento da democracia que resultou da Revolução dos Cravos tornou-se numa das vozes mais críticas ao novo regime. Quando lhe foi negado acesso à comunicação social, fundou um semanário, intitulado Bandarra, que publicou com António da Cruz Rodrigues sob a direcção de Miguel Freitas da Costa. Considerado contra-revolucionário e ofensivo, o semanário apenas publicou dois números, sendo o último apreendido pelo Comando Operacional do Continente, o COPCON. Esta publicação levou Múrias à prisão em Caxias.
Libertado em Dezembro de 1975, depois de mais de um ano preso, fundou um semanário, intitulado A Rua, no qual manteve virulentos ataques contra as instituições revoluconárias e os políticos da época, sobretudo os de Esquerda. Em consequência, foi o primeiro jornalista português a ser condenado a pena de prisão efetiva, pelo crime de abuso de liberdade de imprensa, após o 25 de Abril de 1974, cumprindo alguns meses de prisão.
Nas eleições legislativas portuguesas de 1980 concorreu a um lugar de deputado pelo círculo eleitoral de Lisboa integrado nas listas do Partido da Democracia Cristã, não tendo sido eleito.
Após o fim do periódico A Rua passou a colaborar no jornal Agora e, de seguida, na revista Manchete e no jornal O Diabo. Entre 1996 e 1998 publico os livros Chiado - Do Século XII ao 25 de Abril e De Salazar a Costa Gomes.